# Imperial War Museum North

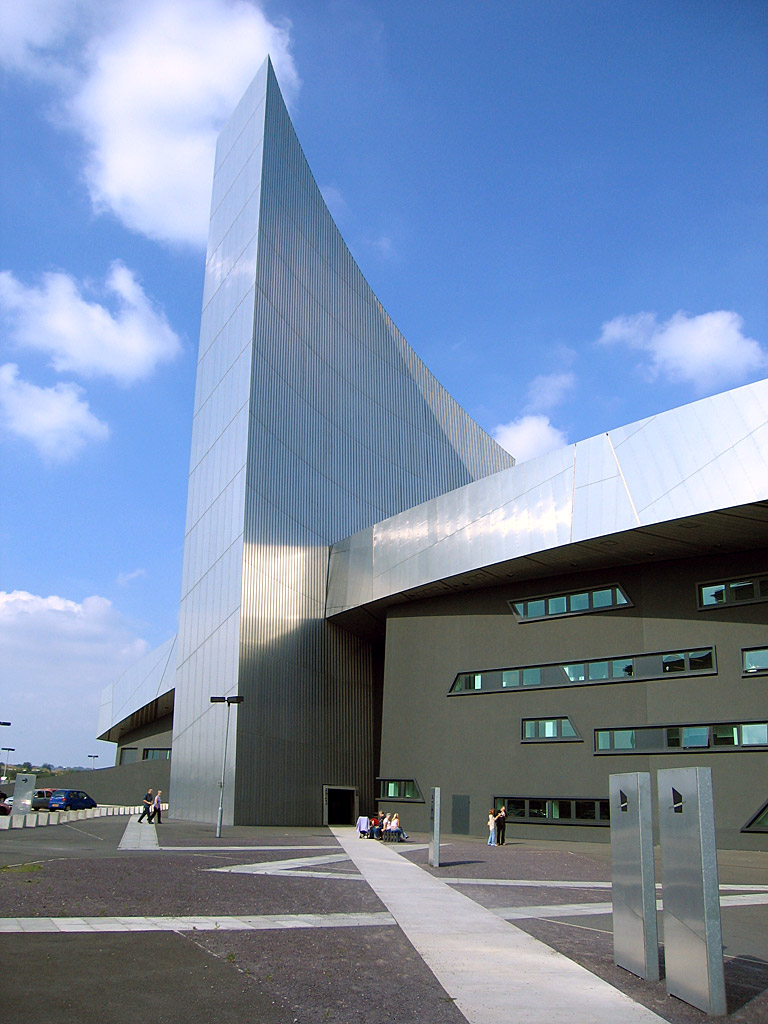
L'entrée princilare, avec la tour air shard

Pour les articles homonymes, voir IWM.
L'Imperial War Museum North ou IWM North est une partie du Musée Impérial de la Guerre situé à Trafford, dans l'agglomération de Manchester, en Angleterre. Ouvert le 5 juillet 2002, il a été conçu par l'architecte Daniel Libeskind et ouvragé pour un coût de 28 millions de livres par Sir Robert McAlpine. Le bâtiment a une géométrie assez complexe, avec des sols et des plafonds inclinés et peu de surfaces se croisant à angle droit, pour créer une désorientation réminiscente de celle causée par la guerre. La tour est connue sous le nom de l'« éclat d'air » (en anglais : Air Shard) et dispose d'une plateforme d'observation à son sommet, accessible par un ascenseur, avec une bonne vue sur le pont piétonnier Lowry (du même architecte) et les quais Salford.
Le musée possède une exposition appelée The Big Picture (en français : « la Grande Image »). À chaque heure, les lumières du principal hall d'exposition se tamisent, et des photographies et des citations de la guerre sont projetées sur tous les murs, et des enregistrements sonores d'évènements résonnent dans le hall. Cette exposition renforce le sentiment que ce musée est fait pour créer.
L'entrée est gratuite et le musée est ouvert tous les jours de 10 h à 17 h.
L'Imperial War Museum North a gagné en 2003 le prix de la British Construction Industry Building, et le titre de la plus grande attraction de l'année à l'édition 2006 du prix du tourisme de Manchester.
Il est cité comme un exemple d'architecture déconstructiviste.

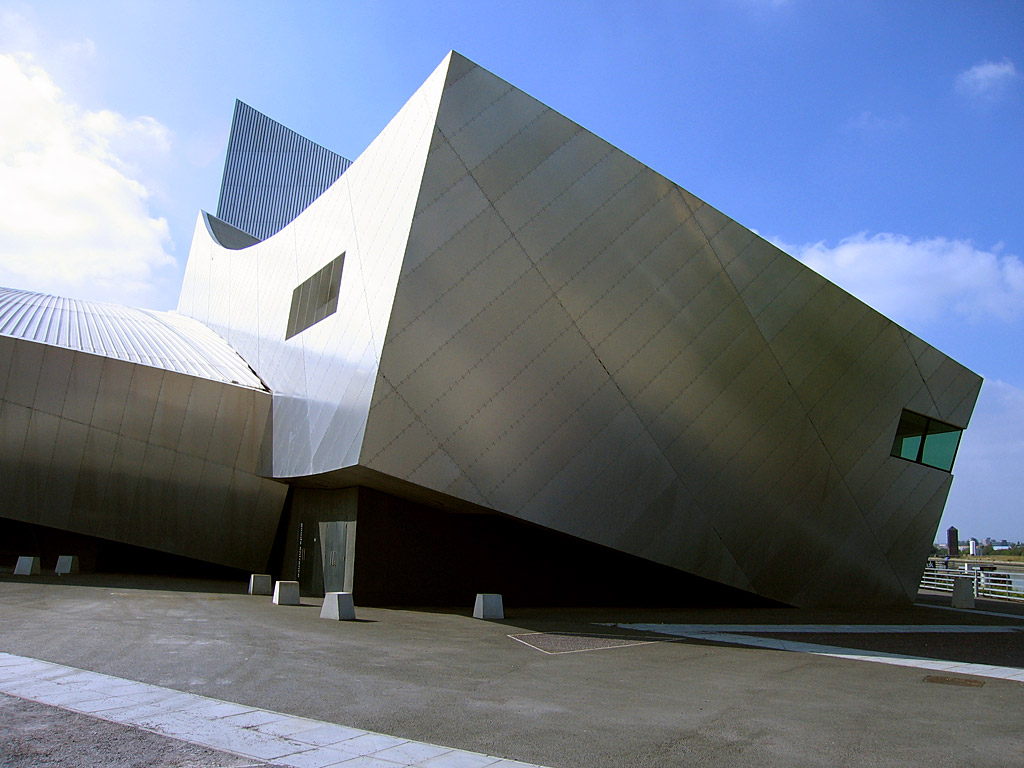
La face est du musée avec la paroi d'aluminium illuminée

## Concept architectural
Le concept de Libeskind pour ce musée était un globe, éclaté par le conflit et réassemblé sur le site. Les trois éléments du bâtiment : la tour air shard (éclat d'air), le earth shard (éclat de terre) et le water shard (éclat d'eau) représentent les arènes où le conflit s'est déroulé.

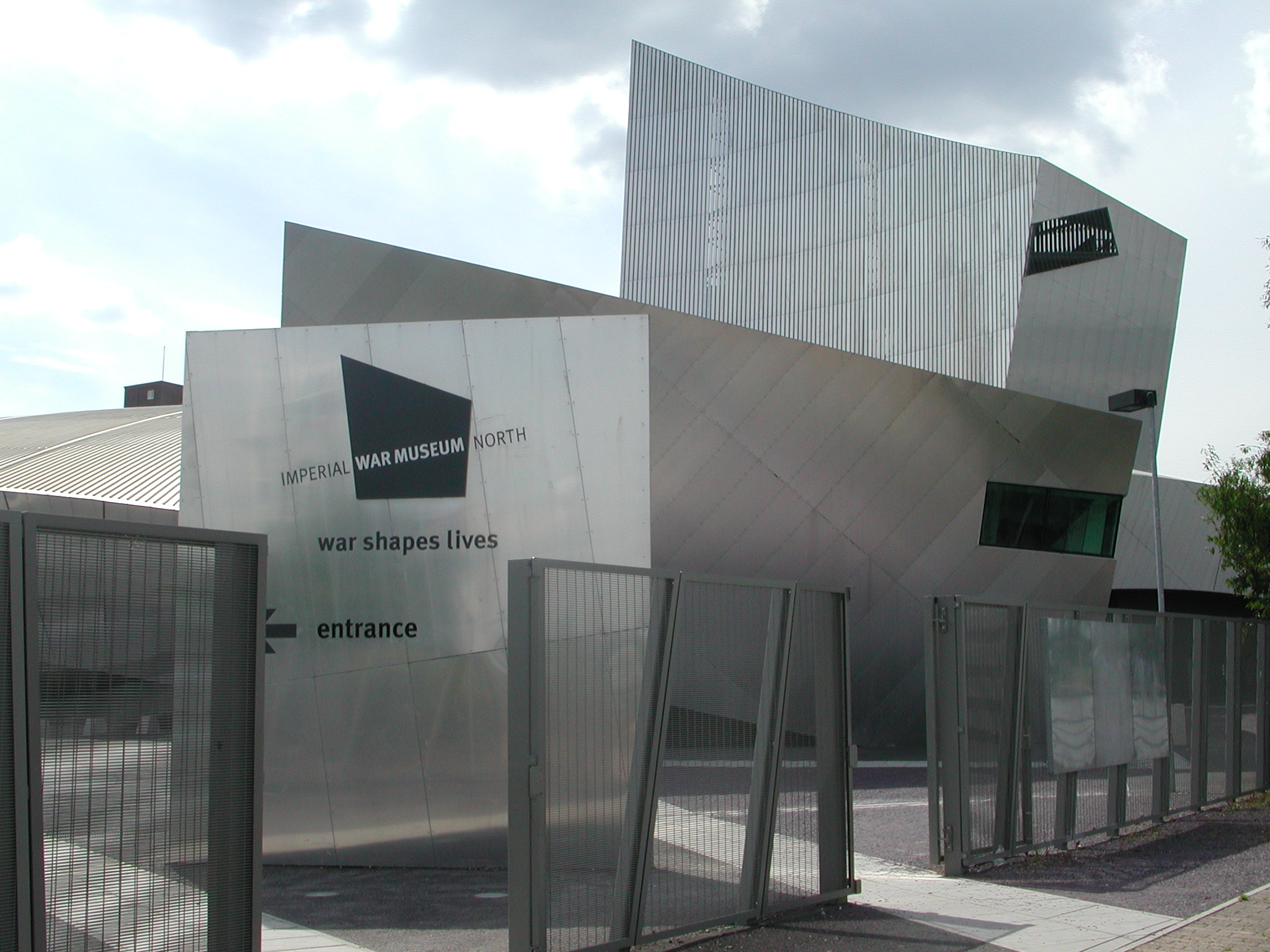
Entrée depuis le canal
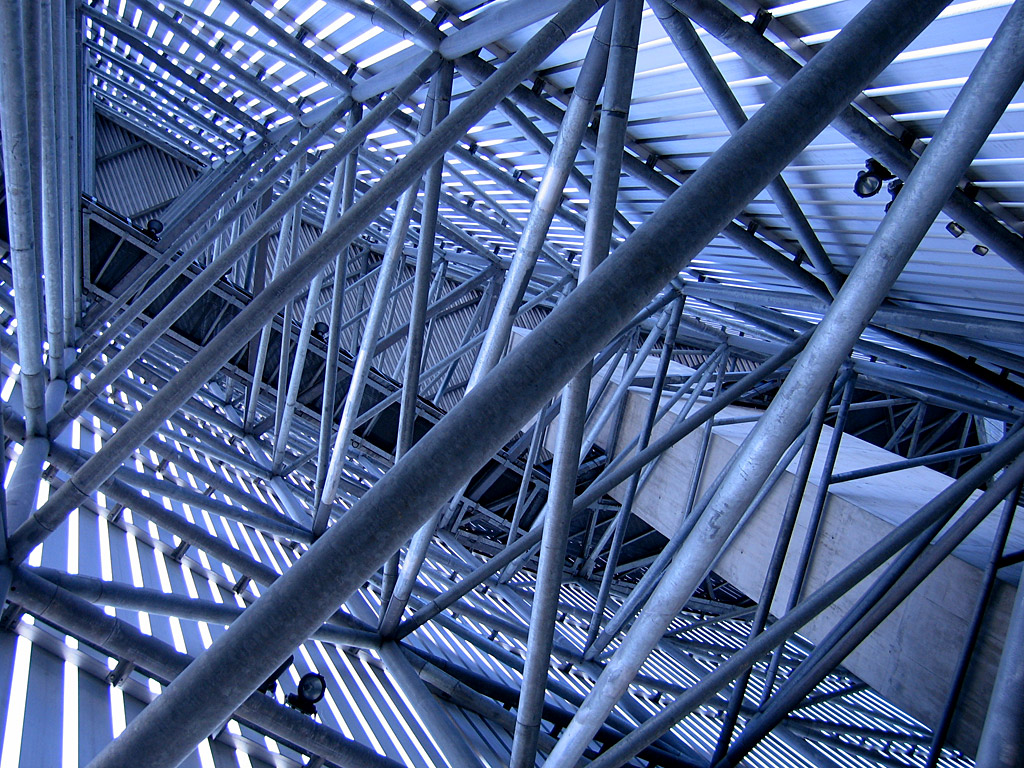
Vue levante intérieure de la tour air shard
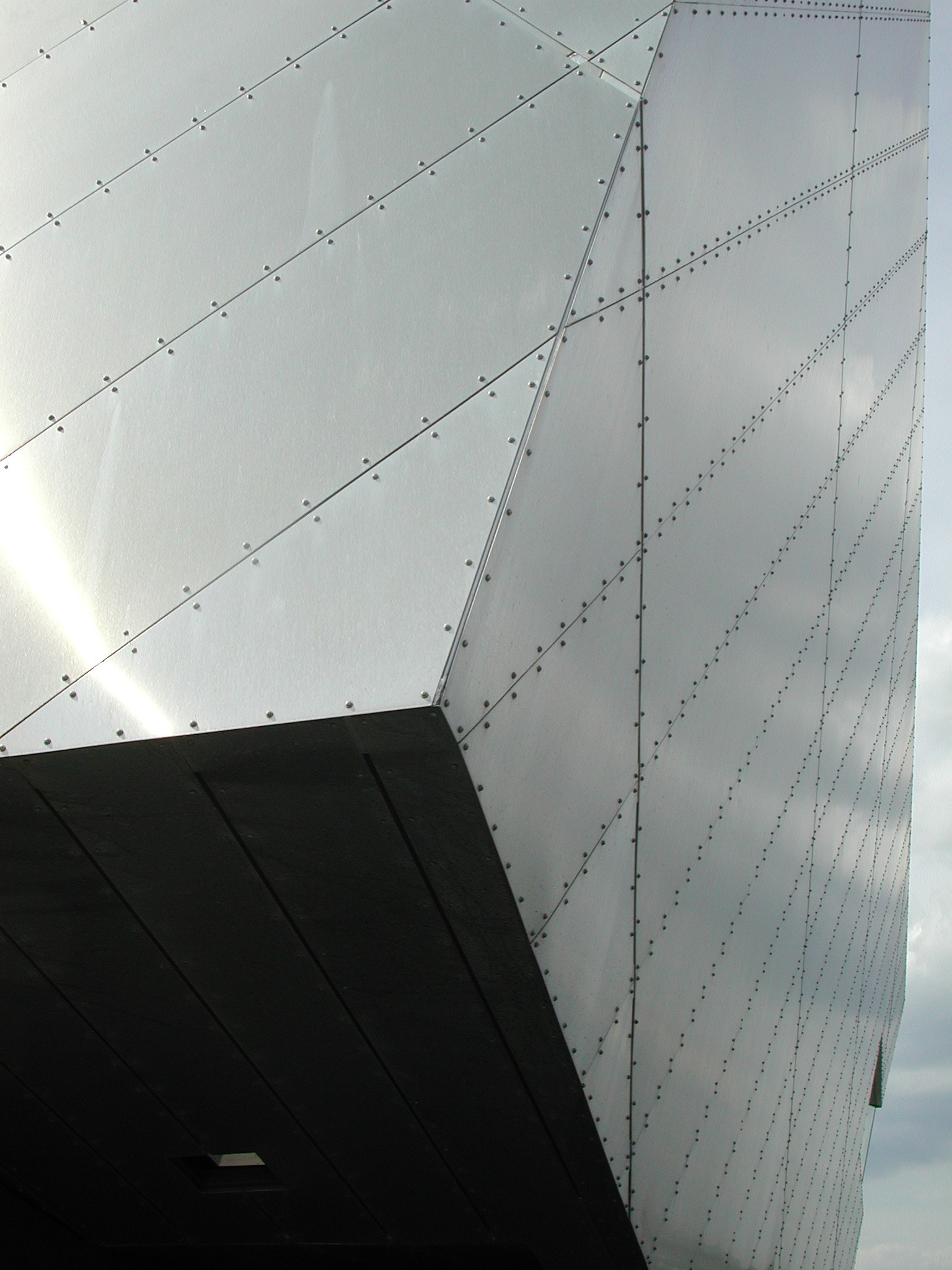
Détail du placement des panneaux d'aluminium en angle
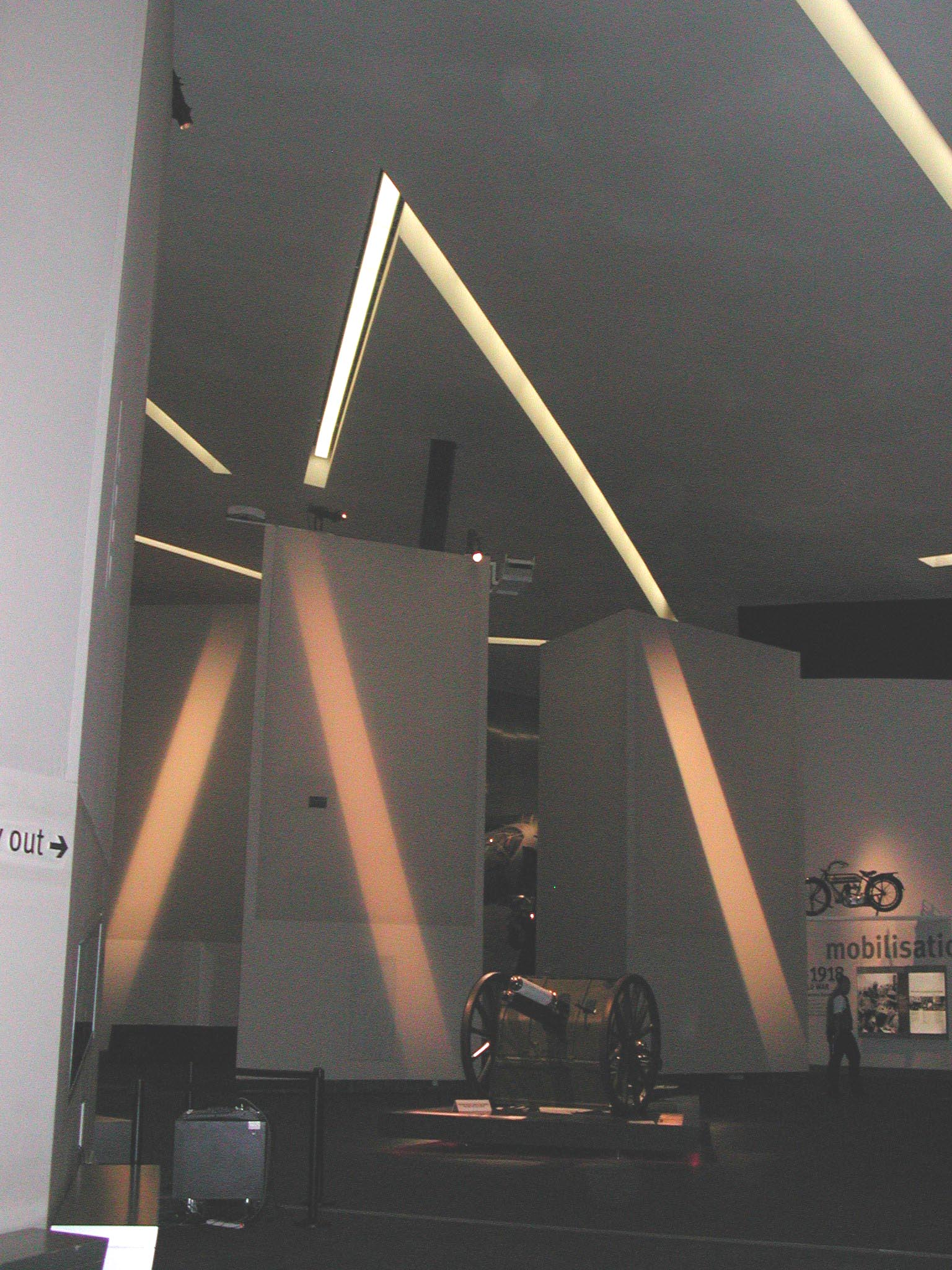
The big picture